# Пескопагано
Пескопагано (итал. Pescopagano) — коммуна в Италии, расположена в регионе Базиликата, подчиняется административному центру Потенца.
Население составляет 2145 человек, плотность населения составляет 31 чел./км². Занимает площадь 69 км². Почтовый индекс — 85020. Телефонный код — 0976.
Покровителем населённого пункта считается святой Франциск из Паолы. Праздник ежегодно празднуется 30 июня.